# 篠宮沙絵子
篠宮 沙絵子（しのみや さえこ、1985年9月9日 - ）は、日本の女性声優、ナレーター、社会活動家。
神奈川県横浜市出身。血液型はA型。
愛称は「しのみぃ」。

## 経歴
東京アナウンス学院卒業後にフリーで活動（ただしミューズに所属していたため完全なフリーではない）。その後は三木プロダクション所属していた。現在は事務所を移籍している。
本業は声優であるが、舞台出演の経験もある。またラジオやインターネットテレビでの出演も行っている。2008年以降はライブ活動（路上ライブを含む）も行っている。
社会貢献活動を行う目的で、声優の有志が集まり結成した「コエコプロジェクト」の2代目のリーダー（初代のリーダーは菊池ひさえであった）である。コエコプロジェクトのリーダーとして、これまでに打ち水のイベントの実施、便所の設備や環境の改善を提案したりなどで活動している。

## 人物・エピソード
- 身長148cm、3サイズはバスト83cm、ウェスト63cm、ヒップ88cm、シューズサイズは24.0cm。
- 着られるドレスは9号サイズ。
- 身体特徴は指の第1関節で曲がること。
- 趣味はゲームとブログ鑑賞、バラエティ番組を中心としたTV鑑賞。取得資格は実用技能英語検定準2級である。
- 好きなスポーツは野球、サッカー、競馬。女性声優では数少ない競馬ファン[3]。
- 声優活動をしながら、アルバイトも行っている。
- 2011年に結婚した兄と2人姉妹。その兄夫婦は篠宮のブログで数回紹介されている。
- 2015年10月12日、兼ねてより交際していた6歳年上の男性と結婚式を挙げる事をブログにて報告。なお声の仕事は続けるとの事。[4]

## 出演作品その他

### ラジオ
- アキバ系SNSFiln 「Filn帝国の興亡」「Filn帝国の逆襲」アシスタントパーソナリティ
- 篠宮沙絵子と櫻井那琉のちびっこ☆バイキング
- アキバOSラジオ

### レポーター
- デジコンTVでの企画 青春18切符 2007夏」レポーター

### ゲーム
- スーパーヒロイン大戦（咲夜、紅美鈴、小悪魔）
- ヒメヒメ ぶっきんぐ!

### ドラマCD
- ゆずいろにっき
- ゆずいろにっき2学期

### 舞台
- 黄昏のポルカ（金井光子）
- DESTINY〜僕らが伝えていくもの〜（優）

### イベント
- NAR大井競馬場「勝島王冠」トークショー（2010年のみ） - 競馬ライターの市丸博司らと競馬予想などを行う。

### プロジェクト
- コエコプロジェクト（プロジェクトではサブリーダーとして活動）